# Ava Reid
Ava Reid (ur. 1996) – amerykańska autorka powieści young adult, najbardziej znana ze swojej powieści Studium zatracenia, która stała się bestsellerem „The New York Timesa”.

## Życiorys
Urodziła się na Manhattanie w Nowym Jorku i dorastała w Hoboken w New Jersey. Uczęszczała do Barnard College, na studiach zajmowała się religią i etnonacjonalizmem.

## Życie prywatne
Mieszkała w Paolo Alto, a od 2023 mieszka w Stanford. Jej rodzina ze strony matki składa się z ukraińskich Żydów. Używa angielskich zaimków she/they i wyznaje Judaizm.